# Brian Van Holt
Brian E. Van Holt (ur. 6 lipca 1969 w Waukegan) – amerykański aktor filmowy i telewizyjny, model.

## Życiorys

### Wczesne lata
Urodził się w Waukegan w stanie Illinois. Wychował się w Huntington Beach w Kalifornii. Kiedy miał osiem lat jego siostra kupiła mu pierwszą deskę surfingową.
Dorabiał jako model w reklamach, by opłacić naukę w college’u. W 1994 roku ukończył studia na wydziale socjologii na UCLA.

### Kariera
Debiutował jako nastolatek na scenie Zephyr Theater w Los Angeles. Po raz pierwszy na kinowym ekranie wystąpił w komedii Grunt to rodzinka 2 (A Very Brady Sequel, 1996). Następnie pojawił się gościnnie w operze mydlanej Spelling Television Beverly Hills, 90210 (1997), sitcomie ABC Spin City (1997), serialu HBO Seks w wielkim mieście (Sex and the City, 1999), serialu sci-fi CBS Threshold – strategia przetrwania (Threshold, 2005−2006).
Był często obsadzany w rolach wojskowych lub oficerów policji. Podwójna rola bliźniaków Bo i Vincenta w horrorze Dom woskowych ciał (House of Wax, 2005) z Elishą Cuthbert i Chadem Michaelem Murrayem przyniosła mu nominację do nagrody Teen Choice. W serialu HBO John z Cincinnati (John from Cincinnati, 2007) wystąpił jako Mitch "Butchie" Yost II, syn legendarnego surfera Mitcha Yosta (Bruce Greenwood). W serialu ABC Cougar Town: Miasto kocic (2009-2015) grał postać Bobby’ego Cobba.
Związany był z Beth Ostrosky Stern (1999–2000), późniejszą żoną Howarda Sterna, aktorką Amandą Peet (2001) i aktorką Courteney Cox (od grudnia 2012 do października 2013).

## Filmografia

### Filmy fabularne
- 1996: Grunt to rodzinka 2 (A Very Brady Sequel) jako Warren Mulaney
- 2001: Helikopter w ogniu (Black Hawk Down) jako Jeff Struecker
- 2003: Sekcja 8. (Basic) jako Ray Dunbar
- 2003: S.W.A.T. Jednostka Specjalna (S.W.A.T.) jako Michael Boxer
- 2004: Szyfry wojny (Windtalkers) jako szeregowy Andrew Harrigan
- 2005: Anioł Stróż (Man of the House) jako agent Eddie Zane
- 2012: Kula w łeb (Bullet to the Head) jako Ronnie Earl

### Seriale TV
- 1996: Nowe przygody Flippera (The New Adventures of Flipper)
- 1997: Beverly Hills, 90210 jako Eric Anderson
- 1997: Spin City jako Brent
- 1998: Stan wyjątkowy (Martial Law) jako Lance Carter
- 1999: Seks w wielkim mieście (Sex and the City) jako Wylie Ford
- 2005−2006: Threshold – strategia przetrwania (Threshold) jako Sean Cavennaugh
- 2008: Synowie Anarchii (Sons of Anarchy) jako Kyle Hobart
- 2008: Lista ex (The Ex List) jako Shane Gallagher
- 2008: Ekipa (Entourage) jako Malone
- 2009: CSI: Kryminalne zagadki Miami (CSI: Miami) jako Terrance Chase
- 2009: Tożsamość szpiega (Burn Notice) jako Harlan
- 2009: Detoks  (The Cleaner) jako Greg
- 2009-2015: Cougar Town: Miasto kocic (Cougar Town) jako Bobby Cobb
- 2011: Pępek świata (The Middle) jako sąsiad
- 2012: CSI: Kryminalne zagadki Las Vegas (C.S.I.: Crime Scene Investigation) jako kpt. Mike Robinson
- 2013–2014: The Bridge: Na granicy jako Ray Burton
- 2014: Agenci T.A.R.C.Z.Y. (Agents of S.H.I.E.L.D.) jako Carver / Sebastian Derik
- 2014: Ascension jako William Denninger
- 2015: Community jako Willy
- 2016: Dziadek z przypadku (Grandfathered) jako Luke